# Coll de Livigno

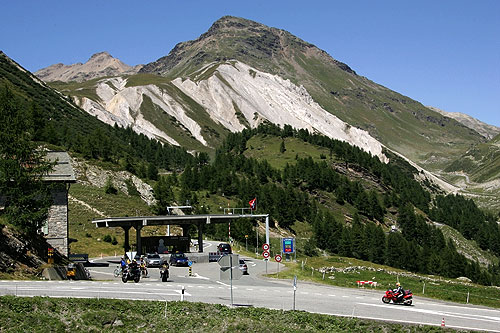
Duana al nivell de la carretera principal 29. Inici de la ruta al coll, vessant suís.

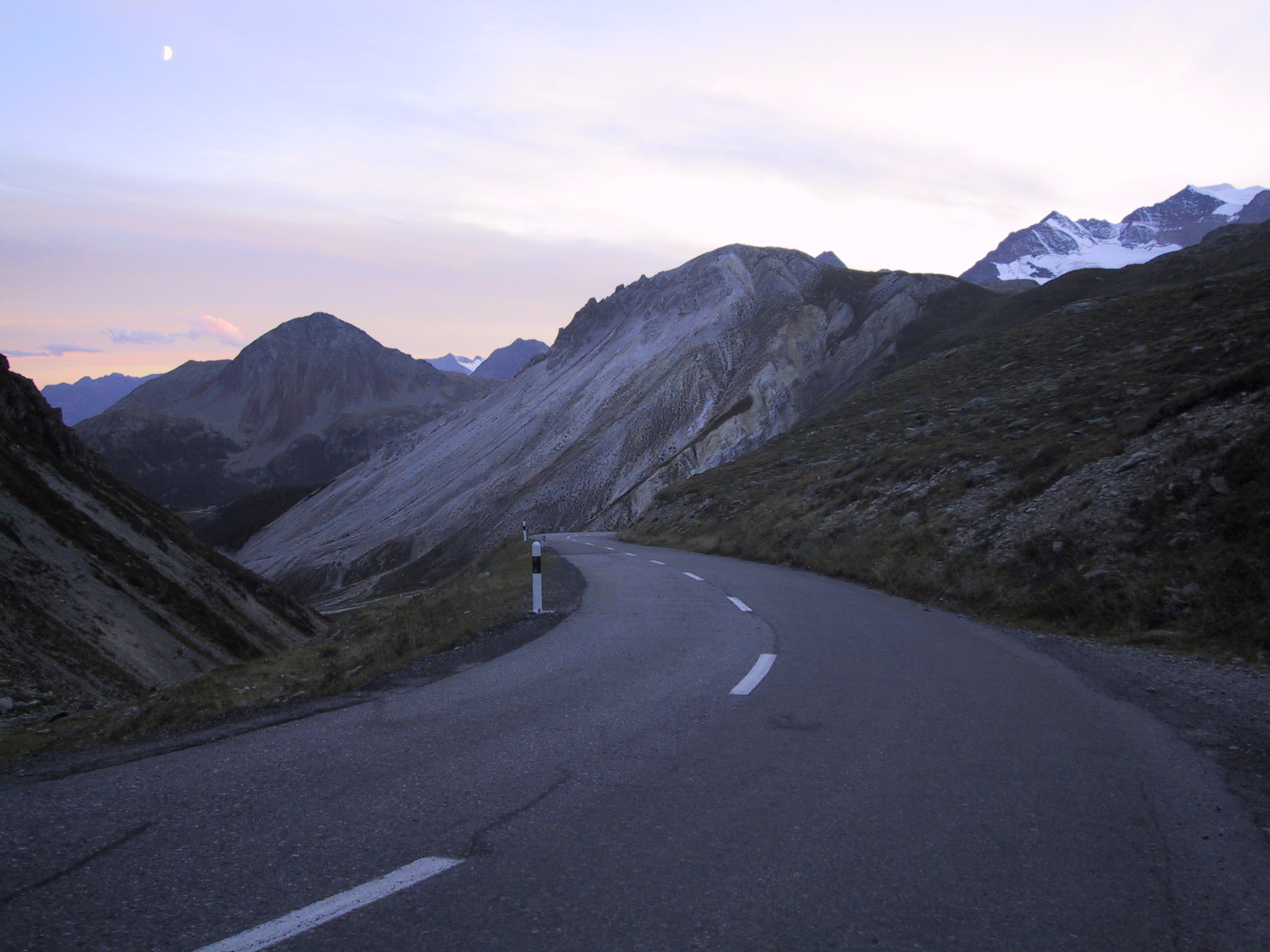
Forcola di Livigno CH.

El coll de Livigno (en italià : Forcola di Livigno), és un coll alpí situat a la frontera entre Suïssa (cantó dels Grisons) i Itàlia a 2.315 metres d'altitud. Connecta Poschiavo a Suïssa amb Livigno a la província de Sondrio a la Llombardia, (Itàlia).
La duana italiana és present al coll de Livigno. La duana suïssa està situada més avall, prop de la confluència amb la carretera cantonal que puja fins al Col de la Bernina.
La part italiana, que puja de Livigno es compon de línies llargues dretes. L'altra cara presenta un recorregut més sinuós.
El coll té la particularitat de connectar una vall al sud dels Alps, però que recau en la competència política suïssa (Val Poschiavo, pertanyent a la conca del Adda), a una vall situada al nord dels Alps però que és políticament italiana (vall de Livigno, pertanyent a la conca del Inn). El coll del Predil reuneix la mateixa particularitat.
Des d'un punt de vista orogràfic, divideix els Alps de Livigno en dos.